# Wilhelm List

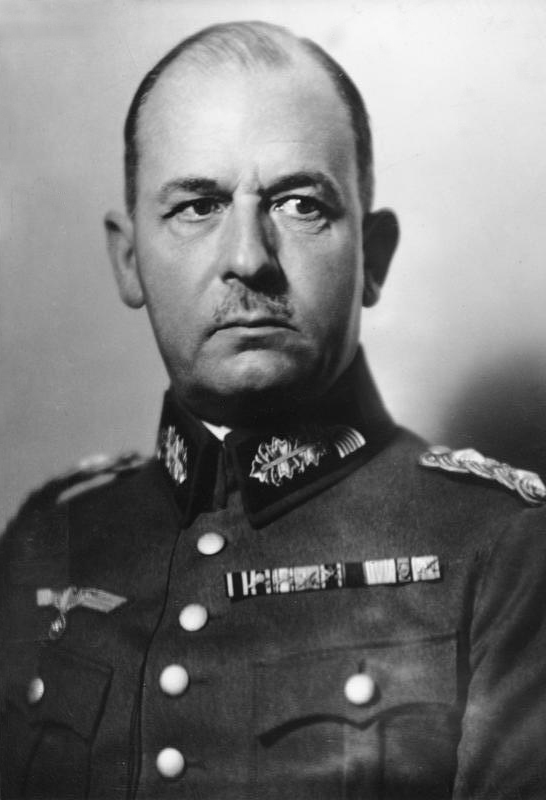
Wilhelm List 1935 in der Uniform eines Generals der Infanterie

Siegmund Wilhelm Walther List (* 14. Mai 1880 in Oberkirchberg bei Ulm; † 16. August 1971 in Garmisch-Partenkirchen) war ein deutscher Heeresoffizier (seit 1940 Generalfeldmarschall) und während des Zweiten Weltkrieges Oberbefehlshaber verschiedener Armeen und Heeresgruppen. Er wurde im Prozess Generäle in Südosteuropa 1948 als Kriegsverbrecher verurteilt.

## Leben

### Familie
List war der Sohn des praktischen Arztes Walter List (1853–1907). Er heiratete 1911 Hedwig Kleinschroth. Aus der Ehe gingen drei Kinder hervor.

### Bayerische Armee
List trat nach dem Besuch des Luitpold-Gymnasiums 1898 als Zweijährig-Freiwilliger in das 1. Pionierbataillon der Bayerischen Armee ein. 1900 wurde er zum Leutnant befördert und zum 3. Pionierbataillon versetzt. Nach seiner Kommandierung zur Artillerie- und Ingenieur-Schule diente List ab 1904 über mehrere Jahre als Bataillonsadjutant. Von 1908 bis 1911 absolvierte List die Kriegsakademie, die ihm die Qualifikation für den Generalstab, den Militär-Eisenbahndienst und das Lehrfach (Festungskrieg) aussprach. 1912 folgte dann seine Kommandierung zur Zentralstelle des Generalstabs sowie im Jahr darauf die Beförderung zum Hauptmann. Daran schlossen sich Kommandierungen zum 1. Infanterie-Regiment „König“ und zur Festung Ingolstadt an. In der Zeit bis zum Beginn des Ersten Weltkrieges wurde er in der Zentralstelle des Generalstabs verwendet.
Nach Kriegsausbruch 1914 wurde List zunächst als Generalstabsoffizier im II. Armee-Korps eingesetzt. Im Winter 1915 erkrankte er schwer und musste operiert werden. Nach seiner Genesung diente er erst als Zweiter Generalstabsoffizier (Ib) in der Armeeabteilung Strantz und ab 1917 als Erster Generalstabsoffizier (Ia) der 8. Reserve-Division. Im Januar 1918 wurde List zum Major befördert. Zum Kriegsende war er im Kriegsministerium eingesetzt. Für sein Wirken während des Krieges hatte man ihn mit beiden Klassen des Eisernen Kreuzes, dem Ritterkreuz des Königlichen Hausordens von Hohenzollern mit Schwertern, dem Bayerischen Militärverdienstorden IV. Klasse mit Schwertern und Krone, dem Ritterkreuz des Friedrichs-Ordens sowie dem Verwundetenabzeichen in Schwarz ausgezeichnet. Die Verbündeten Österreicher würdigten ihn mit dem Militärverdienstkreuz III. Klasse mit Kriegsdekoration und die Bulgaren mit dem Ritterkreuz des Militär-Verdienstordens.

### Weimarer Republik
In den frühen 1920er-Jahren war List als Angehöriger des Freikorps Epp an verschiedenen Einsätzen gegen die Räterepublik beteiligt. Im Übergangsheer diente er im Stab des Gruppenkommandos 4 in München, aus dem später das Wehrkreiskommando VII hervorging.
Von April 1923 bis Oktober 1924 war List Kommandeur des III. (Jäger-)Bataillons im 19. (Bayerisches) Infanterie-Regiment in Kempten (Allgäu), das hier auch auf eine Gebirgsverwendung hin ausgebildet wurde. Die folgenden rund zehn Jahre war List überwiegend im Ausbildungswesen der Reichswehr tätig. Von 1924 an war er, inzwischen zum Oberstleutnant befördert, zwei Jahre lang als Erster Generalstabsoffizier der 7. Division und Leiter der Führergehilfenausbildung im Wehrkreis VII eingesetzt. 1926 wechselte er in das Reichswehrministerium, um dort zunächst als Referent der Heeresausbildungsabteilung (T 4) eingesetzt zu werden. Am 1. März 1927 wurde List zum Oberst befördert und gleichzeitig mit der Leitung der Abteilung betraut. Am 1. Februar 1930 übernahm er die Leitung der Infanterieschule in der Dresdener Albertstadt. In dieser Dienststellung wurde List am 1. Oktober 1930 zum Generalmajor und 1932 zum Generalleutnant befördert.

### Zeit des Nationalsozialismus

#### Vorkriegszeit
Am 1. Oktober 1933 wurde List dann Befehlshaber im Wehrkreis IV (Dresden) und Kommandeur der 4. Division. Zwei Jahre später, am 1. Oktober 1935, wurde List zum General der Infanterie ernannt und war jetzt Kommandierender General des IV. Armeekorps.
Im Februar 1938 übernahm List die Position des Oberbefehlshabers des Heeresgruppenkommandos 2 in Kassel. Bereits am 1. April wurde List nach dem Anschluss Österreichs an das Deutsche Reich Oberbefehlshaber des Heeresgruppenkommandos 5 in Wien, mit der Aufgabe, das österreichische Bundesheer in die Wehrmacht einzugliedern. Am 1. April 1939 wurde er zum Generaloberst befördert.

#### Zweiter Weltkrieg
Als Oberbefehlshaber der 14. Armee nahm List am Überfall auf Polen 1939 teil und erhielt am 30. September das Ritterkreuz des Eisernen Kreuzes. Beim Westfeldzug unterstand sein jetzt in 12. Armee umbenannter Großverband der Heeresgruppe A im Zentrum der Front. Für seinen wesentlichen Anteil am Sieg über Frankreich wurde er am 19. Juli 1940 zum Generalfeldmarschall befördert (ebenso 11 weitere Generäle).
Im Balkanfeldzug mit Beginn am 6. April 1941 war List Oberbefehlshaber der 12. Armee und in dieser Stellung Chef der gesamten deutschen Bodenoperationen gegen Griechenland und Ostjugoslawien. Am 21. April nahm List die griechische Kapitulation entgegen, nachdem bereits am 17. April das Königreich Jugoslawien kapituliert hatte. Am Rande der griechischen Kapitulation kam es zu Verwicklungen mit dem damaligen deutschen Verbündeten Italien. List ließ, von Hitler angewiesen, die Unterzeichnung der Kapitulationsurkunde ohne Beteiligung italienischer Offiziere vornehmen. Nachdem der italienische Diktator Mussolini bei Hitler dagegen protestierte, sandte dieser den Chef des Wehrmachtführungsstabes, Alfred Jodl, nach Griechenland, um den Akt der Kapitulation ein zweites Mal – diesmal mit italienischer Beteiligung – durchzuführen.
Nach dem Abschluss des Balkanfeldzuges wurde List Wehrmachtbefehlshaber Südost. In dieser Funktion unterstanden ihm die Militärbefehlshaber Serbien sowie Nord- und Südgriechenland. Am 4. Oktober 1941 gab er den Befehl, Sammellager für Geiseln zu errichten, um diese beim Widerstand von Partisanen zu erschießen. Am 17. Oktober befahl er die Ermordung von über 200 Bewohnern der Dörfer Ano und Kato Kerdylia. Aufgrund einer Erkrankung gab List seinen Posten im Oktober 1941 wieder ab.
Anfang 1942 erhielt List von Hitler den Auftrag einer Inspektionsreise durch das von Deutschland seit 1940 besetzte Norwegen, um die Abwehrbereitschaft gegen eine eventuelle britische Landung an der norwegischen Westküste zu ermitteln.
List, dem keine übermäßige Nähe zum Nationalsozialismus nachgesagt werden kann und der diese Einstellung auch Hitler gegenüber nicht verbarg, wurde dann allerdings erst auf Fürsprache verschiedener Offiziere aus Wehrmacht- und Heeresführung mit einer neuen Aufgabe betraut. Im Juli 1942 (verschiedene Quellen geben den 1. Juli 1942 und den 10. Juli 1942 an) bekam List den Oberbefehl über die neugebildete Heeresgruppe A im Süden der Ostfront. In dieser Stellung kam es schon bald zu Streitigkeiten mit Hitler über die Operationsführung. Bereits am 10. September wurde List von seinen Aufgaben als Oberbefehlshaber der Heeresgruppe A wieder entbunden und durch Hitler abgelöst, der Lists Arbeit mit den Worten: „der Feldmarschall List hat schlapp geführt“ kommentierte.
Bis Kriegsende übernahm List keine weiteren Aufgaben mehr.
Im Mai 1945 wurde er von US-amerikanischen Truppen in Garmisch-Partenkirchen gefangen genommen.

### Nachkriegszeit

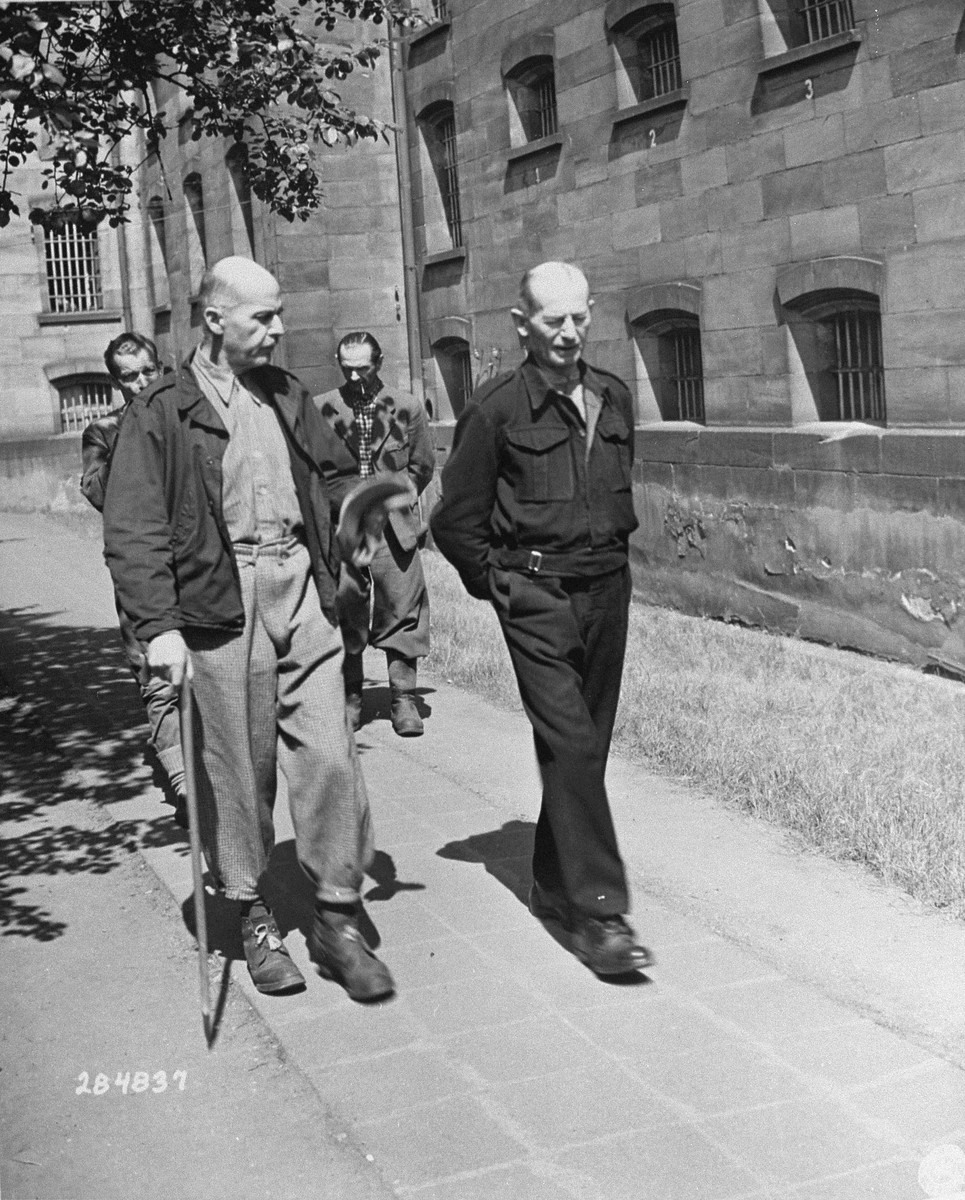
Wilhelm List (links) und Walter Kuntze (rechts) beim Freigang im Gefängnishof während des „Geiselprozesses“.

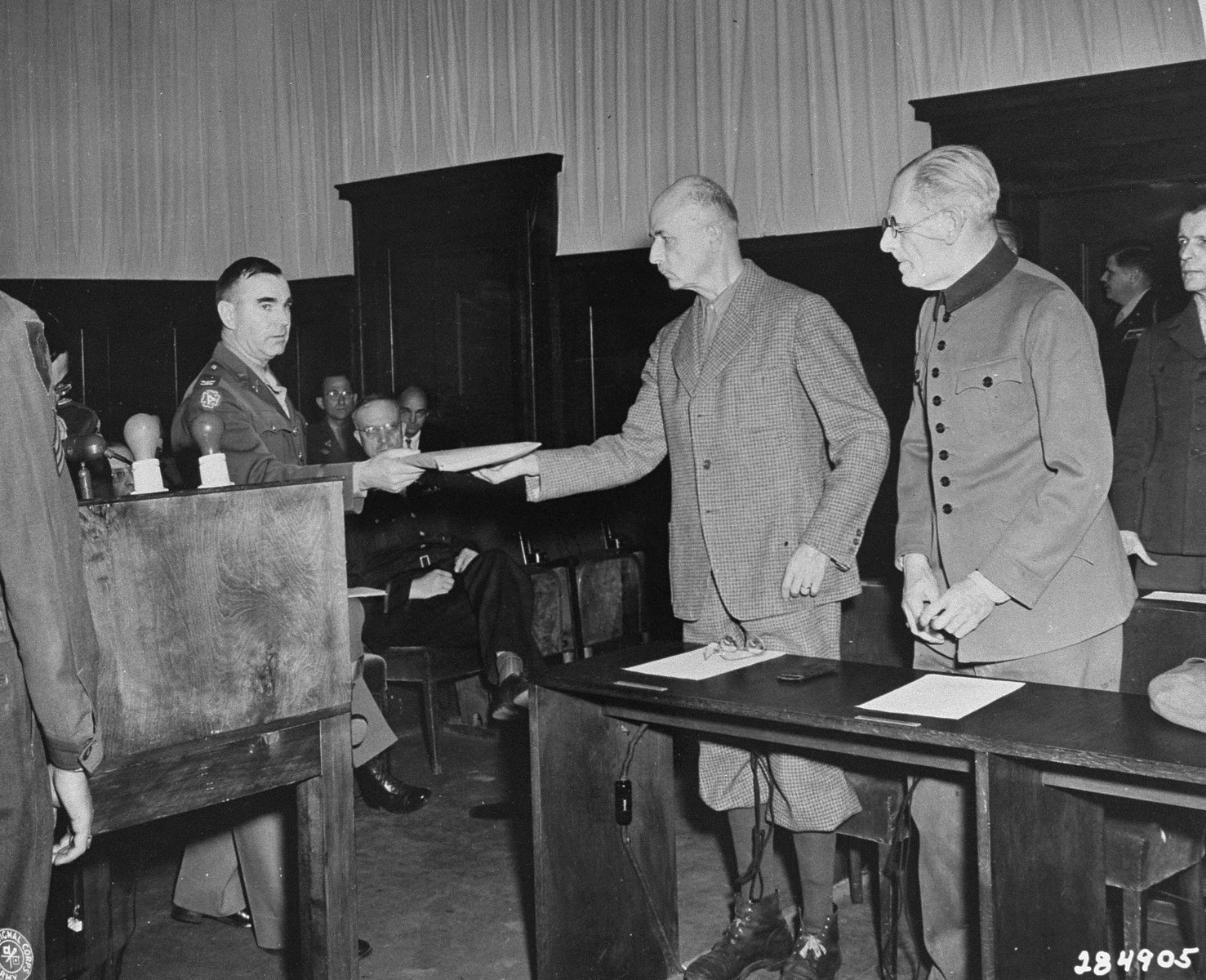
Wilhelm List und Maximilian von Weichs beim Prozess der Südost-Generale, Nürnberg 12. Mai 1947

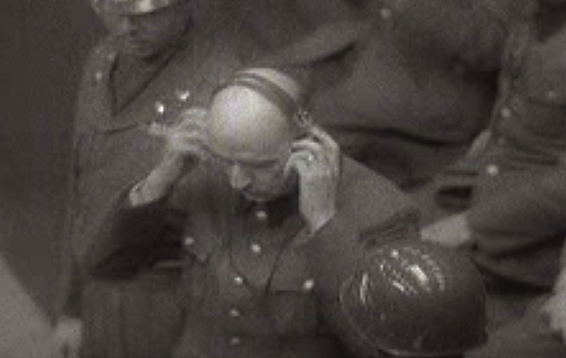
List 1948 bei seiner Verurteilung

Bei den Nürnberger Prozessen in dem sogenannten „Geiselprozess“, auch als Prozess der Südost-Generale bekannt, wurde Wilhelm List 1948 zu lebenslanger Haft verurteilt. In seinem Schlusswort nahm er noch einmal Stellung zu den Morden an Zivilisten und versuchte, jegliche Schuld von sich zu weisen: „Die Schuld verbleibt bei denjenigen, die diesen Kampf von Anbeginn grausam und hinterhältig auf Balkan-Art geführt haben.“
Der US-amerikanische Hochkommissar John Jay McCloy lehnte am 31. Januar 1951 nach Rücksprache mit einem Beratenden Ausschuss ein Gnadengesuch für List ab. In einer Mitteilung an die Presse erklärte er:

„Ebensowenig kann ich irgendwelche mildernde Umstände für den Nachdruck finden, mit dem sie [hier ist auch Walter Kuntze gemeint] die Terrorisierung der ihnen unterstellte Gebiete durchgeführt haben. Persönlich unterzeichnete Befehle dokumentieren diesen Tatbestand. Ihr hoher Rang schuf gewissermaßen die Atmosphäre für die verübten Brutalitäten, und ihre eigenen Befehle können nur als Aufhetzung zu Exzessen gedeutet werden. In diesen Fällen liegt tatsächlich mehr vor als die bloße Weitergabe eines zweifellos illegalen Befehls, so schlimm auch dies bereits an sich gewesen wäre. Auch wenn man sich bemüht, den zermürbenden Charakter der Partisanen- und Guerillakriegsführung voll zu berücksichtigen, mit der Offiziere in diesem Feldzug es zu tun hatten, so kann man sich der vom Ausschuss festgestellten Tatsache nicht verschließen: diese in hohem Maße verantwortlichen Offiziere haben die durch militärische Rücksichten zu rechtfertigenden Grenzen weit überschritten, sowohl durch Handlungen als auch durch Unterlassungen. Das Gericht hat anerkannt, dass im äußersten Fall und als letzter Ausweg das Erschießen von Geiseln eine Begleiterscheinung dieser Art von Kriegsführung waren. Die Beweisaufnahme hat jedoch ergeben, dass bei vielen Exekutionen Hunderte von Zigeunern, Juden und anderen Personen getötet wurden, die mit irgendwelchen Zwischenfällen, denen deutsche Truppen ausgesetzt waren, nicht im geringsten Zusammenhang standen, weder räumlich noch ursächlich. Überdies standen die Festnahmen und Erschießungen von Geiseln in einem willkürlichen und maßlos übersteigerten Verhältnis zu den Verstößen, durch die diese Maßnahmen hervorgerufen wurden. Der Ausschuss weist auf die Möglichkeit hin, den Gesundheitszustand von List und Kuntze, beides Männer vorrückenden Alters, eine weitere ärztliche Untersuchung wünschenswert erscheinen lasse zwecks Feststellung, ob eine Entlassung wegen Haftunfähigkeit angebracht ist.“

List, der schwer erkrankt war, wurde 1952 aus dem Kriegsverbrechergefängnis Landsberg entlassen. Bis zu seinem Tod 1971 lebte er in Garmisch-Partenkirchen.